# ایینا سلمی
ایینا سلمی (انگلیسی: Iina Salmi؛ زادهٔ ۱۲ اکتبر ۱۹۹۴) بازیکن فوتبال اهل فنلاند است.
از باشگاه‌هایی که در آن بازی کرده‌است می‌توان به باشگاه فوتبال روزنگرد و باشگاه فوتبال زنان والنسیا اشاره کرد.
وی همچنین در تیم‌های ملی فوتبال زنان فنلاند بازی کرده‌است.